# Lacul Superior
Lacul Superior (în limba engleză: Lake Superior, pronunțat aproximativ, să - 'pi - ri - ăr) este cel mai mare dintre cele cinci Mari Lacuri din America de Nord. La nord este mărginit de provincia Ontario, Canada și de statul  Minnesota, iar la sud de statele  Wisconsin și  Michigan, toate din  Statele Unite ale Americii.

## Denumire
În limba indienilor Anishinaabe lacul este numit Gichigami, însemnând "apă mare". Exploratorii francezi din secolul al XVII-lea l-au numit le lac supérieur pentru că se află la o latitudine mai mare decât Lacul Huron. 

## Geografie și hidrografie

Lacul Superior și celelalte Mari Lacuri

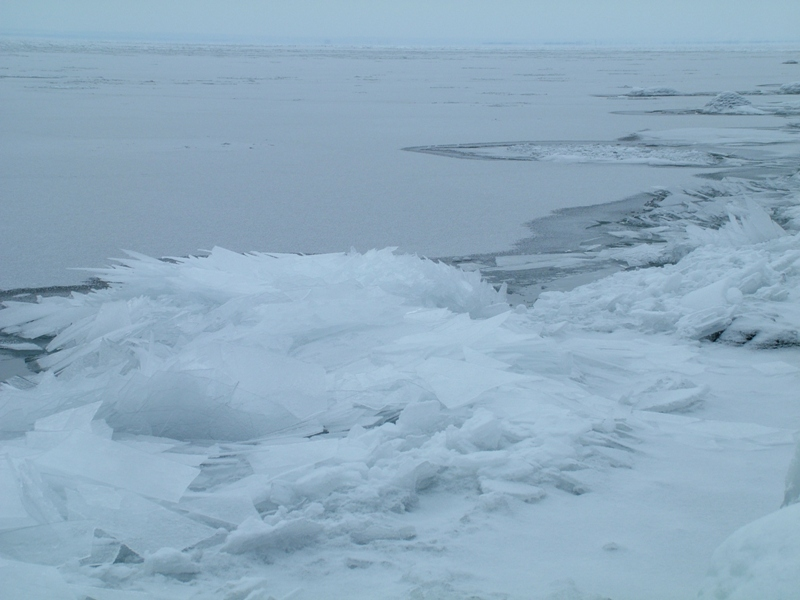
Lacul Superior iarna, văzut din Duluth

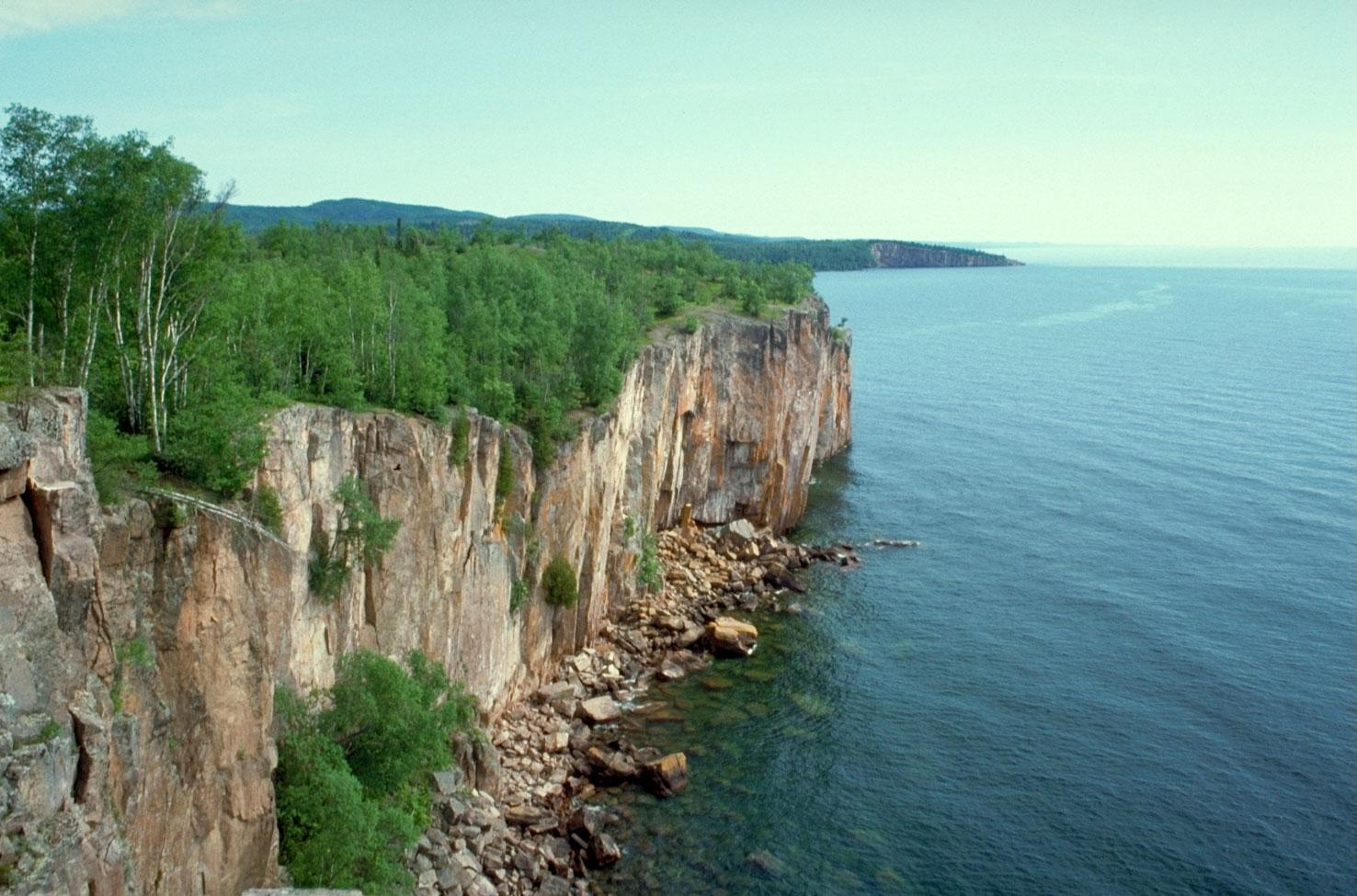
Țărmul nordic al lacului Superior, la Palisade Head

Lacul Superior este cel mai mare lac de apă dulce din lume ca suprafață, și al treilea ca volum  (după lacul Baikal și lacul Tanganyika). Marea Caspică, deși mai mare decât lacul Superior, este sărată.
Lacul Superior ocupă o arie de 82.400 km2. Lungimea sa maximă este de 560 km, iar lățimea maximă de 260 km. Adâncimea medie este de 147 m, cea maximă fiind de 406 m. Lacul Superior conține 11.400 km³ de apă. Lungimea țărmurilor lacului, incluzând insulele, este de 4.385 km. Lacul se află la o altitudine de 180 m deasupra mării, cu 4m mai sus decât lacurile Huron și Michigan.
Cea mai mare insulă din lacul Superior este Isle Royale, aparținând de statul Michigan. Alte insule mai mari sunt Madeline, aparținând de statul Wisconsin, și Michipicoten, care aparține de provincia canadiană Ontario.
Cele mai mari orașe de pe malurile lacului Superior sunt Duluth, Superior, Thunder Bay, Marquette și cele două orașe numite Sault Ste. Marie din Michigan și respectiv Ontario.
În lac se varsă peste 200 de râuri. Cele mai mari dintre ele sunt râul Nipigon, râul Saint Louis, râul Pigeon, râul Pic, râul White, râul Michipicoten, râul Brule și râul Kaministiquia. Lacul Superior se varsă la rândul lui în lacul Huron prin râul St. Marys.

## Clima
Datorită dimensiunilor sale lacul Superior și-a creat o climă proprie, de tip oceanic, cu ierni mai calde și veri mai răcoroase . 
Pe timpul verii pe malurile lacului se formează frecvent ceață. 
Pe timp de iarnă lacul îngheață în proporție de 40-95%, porțiunile centrale rămânând de obicei libere de ghețuri, aceasta datorită vânturilor puternice care împiedică formarea lor. Un fenomen tipic Marilor Lacuri este și ninsoarea de efect de lac, care se înregistrează mai ales în Peninsula Superioară a statului Michigan, unde pot cădea până la 9 m de zăpadă pe an..
Temperatura medie a apei lacului, la suprafață, a crescut din 1979 încoace cu 2,5 °C (cu mult mai mult decât temperature medie a aerului în aceeași zonă), fapt pus pe seama încălzirii globale.
Furtunile care se abat asupra lacului Superior mai ales în timpul toamnei pot produce valuri de apă de peste 7 m înălțime , care au dus la numeroase naufragii.